# Calypsopycnon georgiae
Calypsopycnon georgiae is een zeespin uit de familie Ascorhynchidae. De soort behoort tot het geslacht Calypsopycnon. Calypsopycnon georgiae werd in 1948 voor het eerst wetenschappelijk beschreven door Hedgpeth. 